# Церква Воздвиження Чесного Хреста Господнього (Монастирок)
Церква Воздвиження Чесного Хреста Господнього в Монастирку — парафія і храм Борщівського благочиння Тернопільської єпархії Православної церкви України в селі Монастирок Чортківського району Тернопільської области.
Оголошена пам'яткою архітектури місцевого значення (охоронний номер 1570).

## Історія церкви
Легенди про Язичницьку печеру розповідають, що у IX столітті християнські ченці освятили її, влаштувавши там келії та вівтар. Вони намагалися намалювати ікону на кам’яній стіні, але фарба постійно зникала. Сьогодні ікона на цій стіні відновлена.
Поруч із монастирськими лабіринтами знаходиться величезний камінь-дольмен, що стоїть на невеликих каменях-«ніжках». Перед великими святами в заглиблення у формі хреста наливають воду. Через три дні вода і дно стають кольору крові.
Неподалік розташовані споруди монастиря XVI століття. Дерев’яний храм, збудований ченцями, згорів у 1530 році, але вціліли мармуровий куб для таїнств і ікона Богоматері. На її честь відбудовану у 1560 році церкву назвали Успенською.
Легенда розповідає, що близько трьохсот років тому у печерному храмі з’явився дерев'яний хрест. Коли монахи перенесли його в сусіднє село, він знову повернувся. На честь цього знамення храм назвали на честь Воздвиження Хреста Господнього. Залишки цього хреста й досі зберігаються в храмі як реліквія.
Навколо печер розташовано 12 дерев'яних хрестів, що символізують не Хресну Дорогу, а дванадцять сільських родин. Раз на рік вихідці з Монастирка збираються, щоб прикрасити свій хрест зеленню. У 2010 році для храму придбали нові дзвони.

## Парохи
| Ім'я            | Роки | Коротка довідка | Світлини |
| --------------- | ---- | --- | -------- |
| ігумен Феодосій | 2000 | (в миру: Глинський Ярослав Іванович) народився 4 березня 1981 року у місті Чорткові. Після закінчення чортківської ЗОШ №6 вступив до братії Свято-Успенського Кулівецького чоловічого монастиря в с. Кулівці Заставненського району Чернівецької області. 12 квітня 1998 року прийняв чернечий постриг з іменем Феодосій. У серпні 1998 року рукоположений на ієродиякона, у грудні того ж року — у сан ієромонаха. У 2000 році перейшов до УПЦ КП; призначений настоятелем парафії Воздвиження Чесного і Животворчого Хреста Господнього с. Монастирок Борщівського району. У вересні 2011 року возведений у сан ігумена та нагороджений хрестом з прикрасами. Закінчив богословське відділення Київської православної богословської академії при філософсько-теологічному факультеті ЧНУ ім. Ю. Федьковича (2017). У травні 2018 року рішенням Священного Синоду УПЦ КП ігумена Феодосія призначено намісником чоловічого монастиря в с. Монастирок. 18 березня 2021 року трагічно загинув/ |          |